# Adolf Gottlob von Penzig
Adolf Gottlob von Penzig (* vor 1703; † 12. Januar 1731 in Dresden) war ein kursächsischer Generalleutnant sowie Herr auf Jessnitz und Zschescha.

Er ging jung in kursächsische Dienste und diente zumeist im Kürassier-Regiment Prinz Alexander. Er wurde 1703 Kommandeur, am 3. Oktober 1714 zum Generalmajor befördert und gab das Regiment an Oberst von Born ab. Mit der sächsischen Armee kämpfte er in Polen und Pommern.
Im Jahr 1730 wurde er zum Generalleutnant befördert und kommandierte als solcher im Lager bei Mühlberg. Er starb bereits am 12. Januar 1731 in Dresden und wurde am 17. in das Erbbegräbnis der Penzig überführt.
Penzig heiratete Erdmuthe Elisabeth von Maxen, eine Tochter des Nikol von Maxen († 22. Januar 1712). Das Paar hatte mehrere Töchter:
- Eleonora Erdmuthe ⚭ Rudolf Heinrich von Neidschütz
- Fredrike Wilhelmine (* 20. Januar 1705; † 17. Dezember 1750) ⚭ 1730 Christian von Loß (* 12. Dezember 1697; † 22. August 1770)
- Johanna Elisabeth von Penzig († 7. Juli 1737) ⚭ 1730  Wolff Adolph von Gersdorff